# Го Чок Тонг
Го Чок Тонг (20 травня 1941, Сінгапур) — другий Прем'єр-міністр Сінгапуру.

## Біографія
Го Чок Тонг здобув середню освіта в коледжі. Після закінчення коледжу він продовжив навчання в Національному університеті Сінгапуру, де вивчав економіку.
В 1964 році Го Чок Тонг поступив на роботу в планово-економічний відділ Адміністрації Уряду Сінгапуру. В 1966—1967 Го навчався в США, де після закінчення курсу «Економіка розвитку» здобув ступінь магістра економіки.
З 1969 Го Чок Тонг працював у національній судноплавній компанії, займаючи посади керуючого проєктно-планового відділу, а потім фінансового директора. З листопада 1973 по вересень 1977 Го займав пост управляючого директора компанії.
В 1976 Го Чок Тонг був обраний в Парламент Сінгапуру від виборчого округу як член Партії Народної Дії. З 1977 по 1979 він був Старшим державним міністром з фінансів. З 1979 року по листопад 1990 року Го займав пости міністра торгівлі і промисловості, міністра охорони здоров'я та міністра оборони. Одночасно з 1985 року по листопад 1990 року він був першим заступником Голови Уряду Сінгапуру.
28 листопада 1990 Го Чок Тонг став другим прем'єр-міністром Сінгапуру і наступником Лі Куан Ю. 12 серпня 2004 року Го залишив головний державний пост. На прохання нового прем'єр-міністра Лі Сянь Луна Го Чок Тонг залишився у складі уряду як Старший міністр, а також очолив Валютне управління Сінгапуру.
З 1979 Го Чок Тонг входив до складу Головного виконавчого комітету правлячої партії «Народна дія», займаючи посади заступника генерального секретаря (1979—1984), першого заступника генерального секретаря (1984—1992) і генерального секретаря (1992—2004). У грудні 2004 Го залишив пост глави партії «Народна дія».

## Сім'я
Дружина Го Чок Тонга, Тан Чу Ленг, — юрист. У них двоє дітей, син і дочка. Го Чок Тонг захоплюється гольфом і тенісом.